# Siegel Montanas
Das Siegel des US-Bundesstaats Montana wurde 1865 eingeführt, als der heutige US-Bundesstaat  Territorium der Vereinigten Staaten war und ist in seiner heutigen Form offiziell seit 1893 das Staatssiegel Montanas.

## Beschreibung
Im Hintergrund geht über den Bergen, den Wäldern und den Wasserfällen des Missouri River (siehe Great Falls) die Sonne auf.
Im Vordergrund sichtbar sind die in der Landwirtschaft und im Bergbau genutzten Werkzeuge Spitzhacke, Schaufel und Pflug, die sowohl den landwirtschaftlichen Reichtum als auch die Bodenschätze des Staates aufzeigen.
Das Band im unteren Teil enthält den spanischen Schriftzug „Oro y plata“ (deutsch Gold und Silber), ein Verweis auf die Geschichte der Gold- und Silberfunde. Das Band ragt bis auf den äußeren Ring. Der äußere Ring enthält den Schriftzug THE GREAT SEAL OF THE STATE OF MONTANA („das große Siegel des Staates Montana“) und ein Kreuz am untersten Punkt.
Das Motto findet sich auch in der Flagge Montanas.

## Geschichte
Der Entwurf eines ersten Siegels wurde durch die Verwaltung des Montana-Territoriums in Auftrag gegeben und durch Francis McGee Thompson, einen Abgeordneten in der ersten Legislativversammlung des Territoriums in Bannack, der Hauptstadt des Territoriums, entworfen. Thompsons Entwurf wurde am 9. Februar 1865 durch die Legislativversammlung gebilligt und am selben Tag durch den Territorialgouverneur Sidney Edgerton per Unterschrift in Kraft gesetzt. Das Siegel wies den Wahlspruch Oro y Plata (spanisch für „Gold und Silber“) auf und enthielt als Bildelemente einen Spaten, einen Pflug und einen Spitzhacke, die zusammen die landwirtschaftlichen Ressourcen und den mineralischen Reichtum des Territoriums symbolisieren sollten. Als Naturelemente waren die Berge, nach denen das Territorium seinen Namen erhalten hatte und die Großen Wasserfälle (Great Falls) des Missouri River, die Lewis und Clark auf ihrer damaligen Expedition stark beeindruckt hatten, dargestellt. Das erste Siegel enthielt auch die Darstellung eines Bisons und anderer Tiere. Diese wurden in den folgenden Jahren wieder entfernt, da das Siegel als zu voll empfunden wurde.
Das Siegel trug anfänglich am Rand die zirkuläre Umschrift The Seal of the Territory of Montana. Als das Montana-Territorium 1889 zu einem Bundesstaat avancierte, begannen Debatten um die Um- oder Neugestaltung des Siegels. Das Wort Territory in der Umschrift wurde durch State ersetzt. Verschiedene Vorschläge für Zusätze wurden vorgebracht. So sollten beispielsweise Indianer, Siedler, Bergleute, Pferde, Schafe, Rinder oder sogar eine Eisenbahn und Postkutsche in das Siegel als Bildelemente aufgenommen werden. Jedoch setzte sich die Auffassung durch, dass das Siegel damit zu sehr überfüllt werde und letztlich wurden nur relativ geringfügige Änderungen umgesetzt. Der im ersten Siegel enthaltene Bison wurde durch Bäume ersetzt und die Wasserläufe wurden etwas verändert. Damit entsprach das neue Staatssiegel weitgehend dem ursprünglichen Entwurf Thompsons. Am 2. März 1893 wurde das neue Siegel durch die Legislative Montanas offiziell angenommen.
Das große Staatssiegel Montanas befindet sich in der Verwahrung des Secretary of State von Montana.